# Podosilis fissangula
Podosilis fissangula là một loài bọ cánh cứng trong họ Cantharidae. Loài này được Bourgeois miêu tả khoa học năm 1890.